# Западно-Сибирская железная дорога
Западно-Сиби́рская железная дорога (З-СибЖД) — государственная (казённая) железная дорога, образованная в 1896 году. В 1900 году объединена со Средне-Сибирской железной дорогой в Сибирскую железную дорогу. Вновь образована в 1961 году за счёт слияния Омской и Томской железных дорог. Один из 16 территориальных филиалов ОАО «Российские железные дороги». Железнодорожная сеть дороги пролегает в основном по территории Омской, Новосибирской, Кемеровской, Томской областей и Алтайского края России, а также частично по территории Павлодарской области Казахстана. Значительная часть сети — участок Транссибирской магистрали. Протяжённость линий на 2009 год — 6000 км. Управление находится в Новосибирске. Начальник — Александр Валерьевич Грицай (с мая 2018). Награждена орденом Ленина (1966).

## История
Железная дорога была построена в период 1892—1896 гг. за счёт средств казны. Открытие состоялось в октябре 1894 года. Дорога проходила по землям Оренбургской, Тобольской, Томской и Иркутской губерний, а также Акмолинской области. Протяжённость дороги на 1899 год — 1408 км.
Железная дорога была построена однопутной. Максимальный продольный уклон пути был 7,4 ‰, наименьший радиус кривых в поворотах — 430. Объём земляных работ составил 17 млн м³. Путь уложен стальными рельсами типа 27 кг/м длиной по 8,5 м. На дороге было сооружено 7 чугунных труб отверстием по 1 м и 2 каменные трубы, 258 деревянных мостов и 4 моста с металлическими пролётными строениями. Построено 9 каменных вокзалов (1 — второго класса, 3 — третьего класса, 5 — четвёртого класса) и один деревянный вокзал пятого класса; из дерева возведены 167 сторожевых домов, 110 полуказарм и 67 казарм.
Дорога находилась в ведении Министерства путей сообщения, управление дороги находилось в Челябинске. 1 января 1900 года вместе со Средне-Сибирской железной дорогой вошла в состав Сибирской железной дороги. В 1913 году из состава Сибирской железной дороги выделена Омская железная дорога (участок от Челябинска до Оби). В 1915 году при ликвидации Сибирской железной дороги образована Томская железная дорога.
3 марта 1934 года часть Томской железной дороги передана в состав образованной Восточно-Сибирской железной дороги. 20 октября 1940 года из состава Омской железной дороги выделена Карагандинская железная дорога (г. Акмолинск). 9 мая 1961 года части Омской и Томской железных дорог объединены в Западно-Сибирскую железную дорогу. 17 января 1979 года из состава дороги выделена Кемеровская железная дорога, которая в 1996 году присоединена обратно. 1 октября 2003 года дорога стала филиалом ОАО «Российские железные дороги».
Здание управления построено в 1936 году по проекту архитекторов Ширяева и Венгерова.

## Характеристика
Развёрнутая длина главных путей магистрали составляет 8985,6 км, эксплуатационная длина — 6000 км. В состав дороги входит часть Транссибирской магистрали и часть Южно-Сибирской магистрали.

## Инженерные сооружения
На дороге возведено три тоннеля. Первым в 1930-х годах был возведён тоннель на 516 км ветки Новокузнецк — Таштагол (длина — 100 метров). Вторым в 1951 году был сооружён тоннель на 159 км ветки Алтайская — Артышта (длина — 280 метров). В 1967 г. в эксплуатацию был сдан самый протяжённый тоннель на дороге — Томусинский, его протяжённость составляет 1157 м, он расположен на 106—107 км участка Артышта — Томусинская.

## Структура

### Регионы
- Новосибирское территориальное управление[10] (Новосибирск)
- Омское территориальное управление[11] (Омск)
- Кузбасское территориальное управление[12] (Кемерово)
- Алтайское территориальное управление[13] (Барнаул)

### Депо
В ведении Западно-Сибирской железной дороги находятся:
- 9 эксплуатационных и 9 ремонтных локомотивных депо,
- 4 моторвагонных депо (Новосибирск, Омск, Новокузнецк, Алтайская),
- вагонные депо: 6 эксплуатационных, 12 ремонтных и 6 пассажирских.

### Пригородные компании
- АО «Экспресс-пригород»
- АО «Алтай-пригород»
- АО «Кузбасс-пригород»
- АО «Омск-пригород»

### Инфраструктура
26 дистанций пути, 13 дистанций электроснабжения, 13 дистанций сигнализации и связи.